# Łada (mitologia)

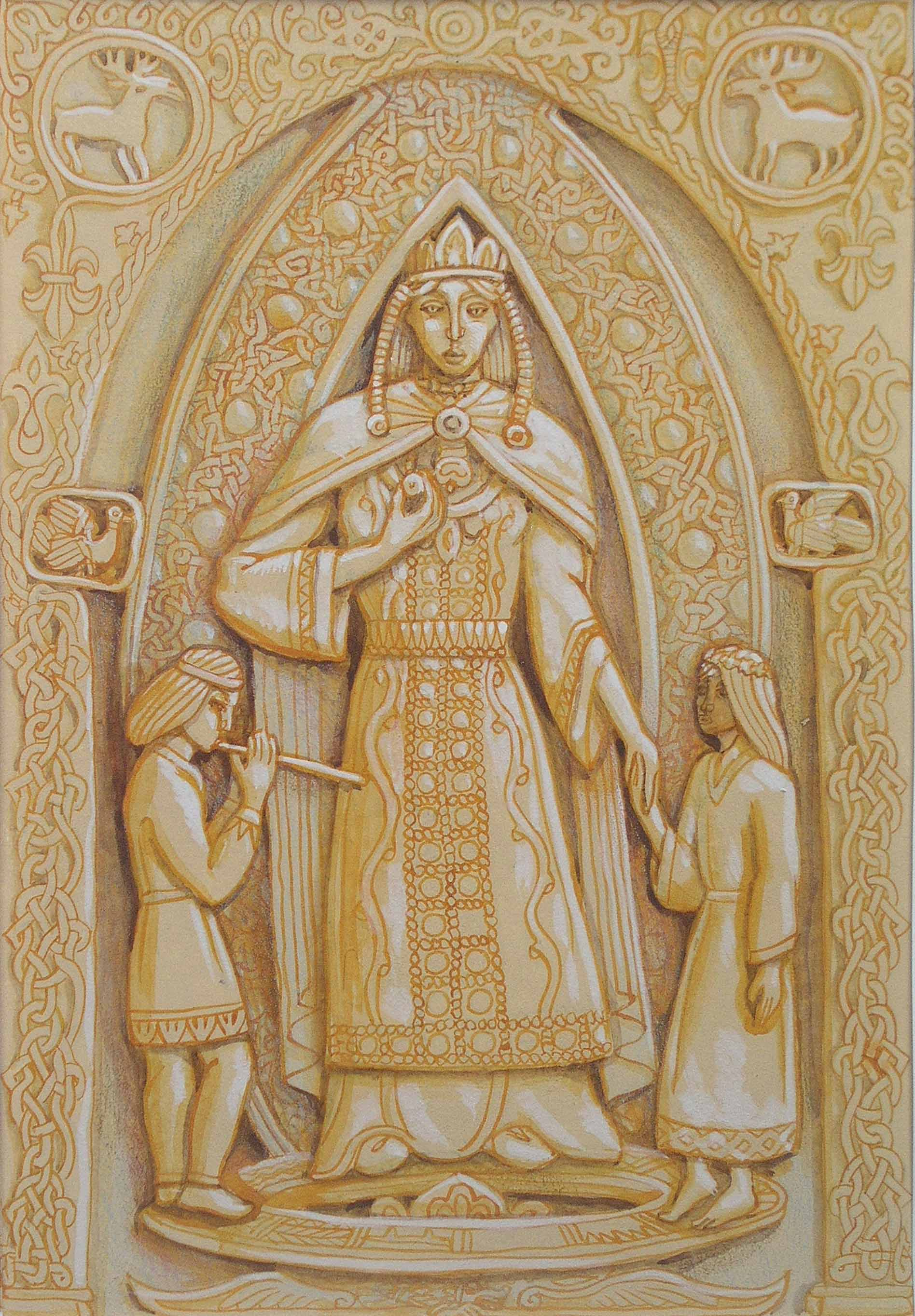
Maks Priesniakow, Łada

Łada lub Łado – rzekome bóstwa słowiańskie. Pierwszy raz Łada została wymieniona w roku około 1405–1412 r. w kazaniach Łukasza z Wielkiego Koźmina, w których przestrzegano przed czczeniem Łado oraz innych bogów podczas wiosennych obrzędów i widowisk ludowych. Swoją popularność zawdzięcza Janowi Długoszowi, który uznał Ładę za boga wojny, polskiego odpowiednika rzymskiego Marsa, Andriejowi Faminstynowi, który słowo łada występujące w rosyjskich pieśniach uznał za boginię małżeństwa, oraz badaczowi Borisowi Rybakowi, który nalegał na uznanie historyczności tej bogini. Jednakże współcześni badacze odrzucają autentyczność tych bóstw.
Niektórzy badacze mitologii bałtyjskiej uważają, że Łada była również czczona przez Bałtów, ale i ten pogląd jest uważany za kontrowersyjny.
Planetoida (2832) Lada została nazwana po tej bogini.

## Źródła

### Polskie
Pierwszym źródłem wymieniającym nazwę Łado są Kazania gnieźnieńskie, które zostały napisane przez Łukasza z Wielkiego Koźmina około 1405-1412 r., bez podawania jakiegokolwiek opisu:

Należałoby zwrócić uwagę na tych, którzy dzisiaj mówią rzeczy bezbożne w tańcach lub gdzie indziej na widowiskach, rozważają w sercu rzeczy nieczyste, wykrzykują i wymieniają imiona bożków, i zastanowić się, czy jest możliwe nawrócenie do Boga Ojca. Na pewno nie. Albowiem nie wolno dopuszczać do uszu swobodnie tych świąt, które niestety obchodzą wedle tego, co pozostało z obrządków przeklętych pogan, jakimi byli nasi przodkowie, chyba że dla ukarania, tak jak niegdyś podniósł się krzyk mieszkańców Sodomy i Gomory. Albowiem na tym święcie swobodnie stawały się nieprzyzwoite obnażenia i inne obrzydliwości, o których Apostoł powiada, że nie godzi się ich nawet nazywać z powodu Boga Ojca. Takich rzeczy jednak, dzięki temu, że przybyło kaznodziejów, zaprzestaje się, a w wielu miejscach już się zaprzestało […] Nie ma innego imienia pod niebem, w którym możemy zostać zbawieni. Albowiem nie zbawia się człowiek w imię Łado, Jassa, !Quia, Nija, tylko w imię Jezusa Chrystusa […] Nie Łada, nie Jassa, nie Nija, które są skądinąd imionami bożków tu w Polsce czczonych, jak zaświadczają niektóre kroniki samych Polaków…

Podobne przestrogi, również bez żadnego opisu, znajdują się także w: Statua provincialia breviter (1420-1422), Sermones per circulum anni Cunradi (1423), Postilla Husitae anonymi, a także w glosach Żywota św. Wojciecha.
Teonimy zawarte Kazaniach gnieźnieńskich zostały także powtórzone przez Jana Długosza, który dokonał interpretatio romana i porównał Ładę (jako bóstwo męskie) do rzymskiego boga wojny Marsa:

Marsa nazywali Ładą. Wyobraźnia poetów uczyniła go wodzem i bogiem wojny. Modlili się do niego o zwycięstwa nad wrogami oraz o odwagę dla siebie, cześć mu oddając bardzo dzikimi obrządkami.

Za Długoszem informacje o Ładzie powtarzali Maciej Miechowita, Marcin Kromer, Alessandro Guagnini, Maciej Stryjkowski, Marcin i Joachim Bielscy, i ksiądz Jakub Wujek. Maciej Miechowita, który kopiował informacje od Długosza, nie zgadzał się z nim jednak w kwestii funkcji Łady i poprawił informacje Długosza, porównując ją do greckiej Ledy i uznając ją za matkę Lela i Polela:

Czczą oni Ledę matkę Kastora i Polluksa, i bliźnięta z jednego zrodzone jaja, Kastora i Polluksa, co się słyszy do dzisiaj ze śpiewających najdawniejsze pieśni Łada, Łada, Ileli i Leli Poleli z klaskaniem i biciem w ręce. Ładą przezywając – jak poważam się twierdzić wedle świadectwa słowa żywego – Ledę, nie Marsa, Kastora Leli, Poleli Polluksa.

Długosz poza Rocznikami, w Klejnotach rycerstwa polskiego, wspomina też o żeńskim bóstwie Łada, czczonym we wsi Łada nad rzeką Łada, od której nazwę wziął ród Łada: „Łada przyjął nazwę od imienia bogini polskiej, którą na Mazowszu w miejscowości i wsi Łada czczono”. Oprócz tego wymienia ją także Powieść świętokrzyska: „był kościół trzech bałwanów, które zwano Lada, Boda, Leli, do których prości ludzie schadzali się pierwszego maja modłę im czynić i ofiarować”.

### Wschodniosłowiańskie
Bóg Łado pojawia się dwukrotnie w źródłach wschodnich. Pierwszym z nich jest Latopis Hustyński, spisany w języku cerkiewnosłowiańskim z XVII wieku, o niepewnej dokładnej dacie powstania oraz o niepewnym autorze. Źródło to uznaje Łado za boga ślubu i radości, oraz porównuje go do greckiego boga Bachusa – Dionizosa:

Czwarty Łado, bóg piekielny; w niego wierzyli, że jest bogiem ślubu, wesela, radości i wszelkiej pomyślności, jak Hellenowie w Bachusa. Jemu ofiary składali zamierzający żenić się, aby z jego pomocą małżeństwo dobre i kochające było. Tego Ładona, biesa, w niektórych stronach i dotychczas na chrzcinach i weselach sławią, śpiewając swoje jakieś pieśni, i rękami o ręce lub o stół klaszcząc, Łado, Łado, przeplatając pieśni swoje, wielokrotnie wspominają.

Podobne informacje znajdują się w Synopsisie kijowskim z 1674 Innocentego Gizela, gdzie mowa o Łado jako bóstwie wesołości, któremu składano ofiary podczas przygotowań do ślubu. Miano czcić także Lelja i Polelja, oraz ich matkę, śpiewając „łado, łado, łado”.

## Historyczność

### Źródła
Jedynym „niezależnym” źródłem wzmiankującym bóstwo Łada/Łado są Kazania gnieźnieńskie, a następne źródła są od niego zależne. Teonimy w nim zawarte zostały użyte i spopularyzowane przez Jana Długosza w jego Rocznikach gdzie dokonał interpretatio romana i porównał Ładę do rzymskiego boga wojny Marsa. Opis Długosza był następnie kopiowany przez kolejnych polskich autorów, m.in. przez Macieja Miechowitę. Długosz i Miechowita razem stali się źródłem dla Marcina Kromera. Długosz, Miechowita i Kromer razem stali się źródłami dla Macieja Stryjkowskiego, Marcina i Joachima Bielskich. Alessandro Guagnini zaczerpnął swoje informacje od Stryjkowskiego przez co został nawet przez niego oskarżony o plagiat. Różni się on jednak co do funkcji bogów. Informacje zawarte w Powieści świętokrzyskiej zostały skopiowane od Miechowity. Ponadto w innych źródłach nie ma informacji o takim kulcie na Łysej Górze, a przeczy temu archeologia .
Za źródła niezależne nie można też uznać źródeł ruskich. Mimo że Latopis Hustyński zawiera oryginalne treści, jest także kompilacją różnych wcześniejszych źródeł ruskich, a także polskich. Fragment Latopisu wzmiankującego boga Łado kopiuje informacje od Kromera, Marcina Bielskiego oraz Guagniniego. Ten sam problem dotyczy Synopsisu, który kopiował informacje od Kromera i Stryjkowskiego, a także z Latopisu.

### Geneza

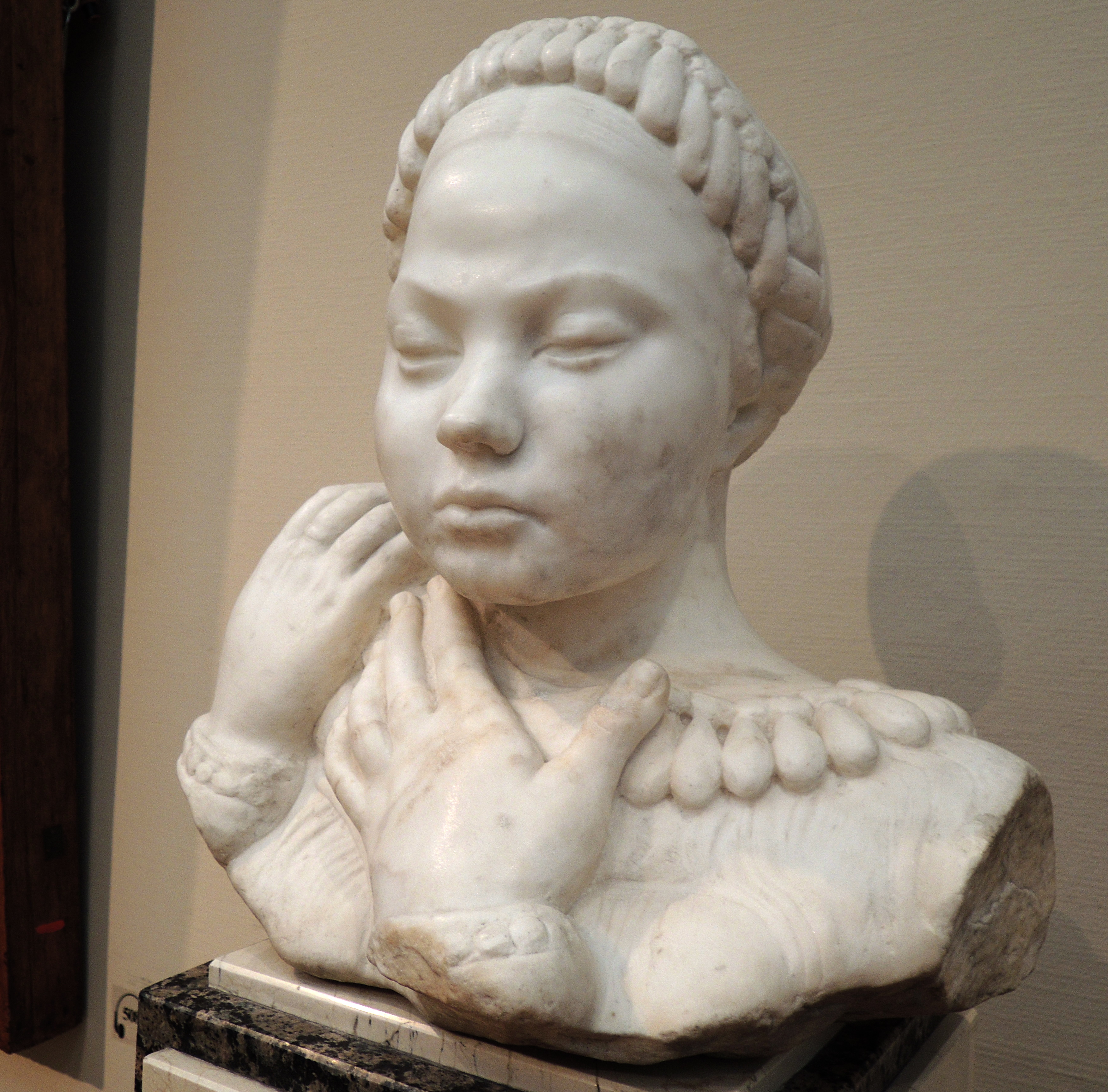
Siergiej Konienkow, Łada

Pierwotnie autentyczność bóstwa/bóstw nie była negowana i pojawiały się one u słowiańskich romantyków. Ich autentyczność zakładali także wcześni twórcy z XVIII i XIX w., jak np. Michaił Popow, Michaił Czułkow czy Andriej Kajsarow, którzy zakładali autentyczność Synopsisu. Wartość Latopisu uznał też, w swojej pracy Bożestwa driewnich sławian (1884), rosyjski muzykolog i kompozytor Andriej Faminstyn. Według niego w XVII w., w Chorwacji, odnotowano pieśń do „świętego boga Łado” śpiewaną przez dziewczęta tańczące wokół ogniska:
Lepi Jve terga rože

Tebi, Lado, sweti bože,

Lado, slušaj nas, Lado!

Pewke, Lado, pewamo ti,

Sedca naše wklaniamo ti,

Lado, slušaj nas, Lado!
Dodatkowo analizował pieśni z terenów całej słowiańszczyzny, których istnienie miało udowadniać istnienie bogini Łady, małżonki Łado.
| Wielkorosja: Oj lelu Łado! O Łado moje! Ładu, Ładu, Ładu! Diwo Łado! | Małorosja i Galicja: Oj Did Łado! Oj Did i Łado! Ta władu Ładom! Did Did i Łado! | Serbia: Łado, Łado! Łado-łe miłe, Oj Łado Oj! | Bułgaria: Łade, Łado! Oj Łado, Łado! |

Uważał on, że te teonimy tłumaczy się jako ‘zgoda’, oraz łączył je z rzymską boginią zgody i harmonii Konkordią, której imię tłumaczy się także jako ‘zgoda’, a dalej z boginią Bona Dea.
Jednakże od XIX wieku w środowisku naukowym zaczęły pojawiać się głosy krytyczne co do autentyczności bóstw. Jednym z pierwszych i najbardziej wpływowych był etnograf i językoznawca Aleksandr Potiebnia. Po analizie materiału źródłowego, głównie fragmentów pieśni doszedł do wniosku, że łada pojawia się w pieśniach wiosennych, letnich oraz weselnych, oraz, że nie ma żadnych podstaw aby uznać to słowo za pozostałość po dawnej bogini. To stanowisko zostało później podtrzymane przez językoznawców Gregora Kreka i Aleksandra Brücknera, a także Maxa Vasmera czy Olega Trubaczowa. Współcześni badacze w zdecydowanej większości odrzucają autentyczność bóstw Łady i Łado uznając, podobnie jak w przypadku Jeszy, że niezrozumiałe dla skrybów słowo łada występujące w pieśniach ludowych zostało błędnie uznane za teonim, a następnie dopisano mu cechy. Taki pogląd podzielą również badacze, którzy uznają przynajmniej część mitologicznego przekazu Długosza za wartościowy, np. Aleksander Gieysztor, Andrzej Szyjewski, czy Wiaczesław Iwanow i Władimir Toporow .
Ostatnim wpływowym badaczem, który nalegał na uznanie historyczności Łady był Boris Rybakow. W swojej pracy, Jazyczestwo driewnich sławian (1981), wysunął hipotezę o indoeuropejskiej genezie bogini Łady i porównał ją do greckiej Ledy i Demeter. Dodatkowo uznał inną rzekomą boginię, Lelję, za jej córkę, a je obie uznał za tożsame z Rodzanicami, i za ważne bóstwa w słowiańskim panteonie przed powstaniem „panteonu Włodzimierza”. Według niego Łada i Lelja panowały nad wiosenną przyrodą i pracami rolnymi, płodnością, miłością i małżeństwem. Jednak negatywnie odnosił się do męskiego boga Łado, którego propagowanie wnosi zamęt do dyskusji, a słowo łado uznał za wołacz od łada.

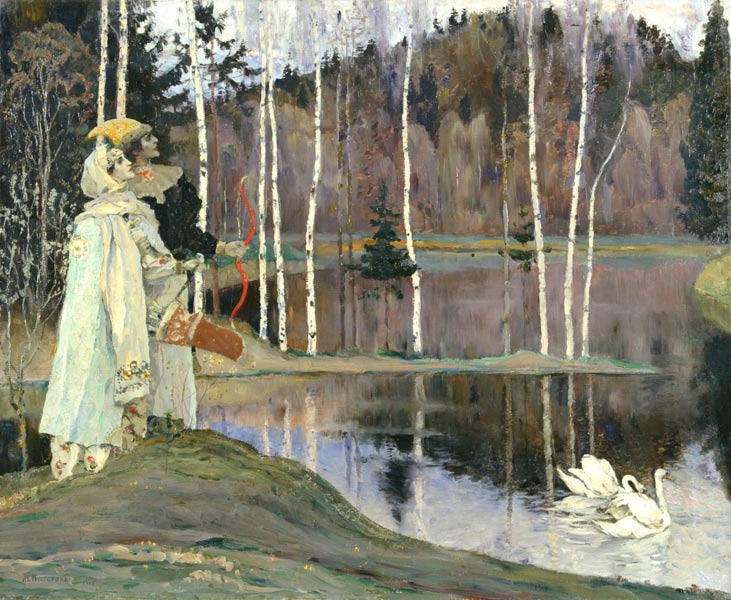
Michaił Niestierow, Dwa łada

Słowo łada oznacza tyle co ‘oblubienica, kochanka, żona’, oraz ‘oblubieniec, mąż’ – jest to słowo dwurodzajowe i używano go w stosunku do kobiet, jak i mężczyzn; pod tym względem Brückner porównuje je do słowa sługa. Słowo to występuje np. w języku staroruskim jako лада, łada ‘mąż’ (np. w Słowie o wyprawie Igora stęskniona żona woła: „przykołysaj ładę moją, ku mnie”), czeskim lada ‘oblubienica’, ‘panna, dziewczyna’ (np. w Żywocie św. Katarzyny: „o, jaki dziw stał się, Jezu Kryście, nad twą ładą”), ukraińskim ла́до, łado ‘mąż’, ла́да, łada ‘żona’, serbochorwackim ла̏да łada ‘żona’, czy bułgarskim ла́да, łada ‘druga córka w rodzinie, która idzie po wodę podczas rytuału ładuwane (ладу́ване – tradycja ślubna)’. Słownik staropolski zna polskie słowo łada tylko z kazań mówiących o bóstwie, prawdopodobnie więc słowo to nie funkcjonowało już w żywym języku w XV wieku. Forma Alado pojawiająca się w Postilla Husitae anonymi to prawdopodobnie efekt próby dostosowania słowa do fonetyki włoskiej. Forma łado to nie osobne słowo, lecz wołacz od formy łada. Z języków słowiańskich słowo to zostało zapożyczone do języków bałtyckich np. jako lado, laduto itp.
Inaczej niż inni badacze Długoszowy teonim Lyada próbował odczytać Krzysztof Tomasz Witczak. Według niego łacińska Lyada odpowiada staropolskiej formie *Lęda ponieważ spółgłoska ⟨l⟩ w średniowiecznej łacinie w Polsce zapisywana była jako ly lub li i uznaje, że odczyt *Łada jest nieuzasadniony i stanowi on etymologię ludową. Uważał on, że *Lęda miała być pogańskim teonimem, który został zdemonizowany i powołuje się tutaj na rosyjskie dialektyczne słowa ляд, ljad, oraz ляда, ljada oznaczające ‘dusza nieczysta, diabeł’. Jednakże, jak zauważa Michał Łuczyński, przyjęcie, że zapis ly odpowiada głosce ⟨l⟩ uzasadnia odczytanie łacińskiej nazwy jako *Lada, a nie *Lęda. Dodatkowo z analizy osobistych cech pisowni Długosza wynika, że zapis ly służył mu także do zapisywania spółgłoski ⟨ł⟩, np.: Lyassza Gora ‘Łysa Góra’, czy Lyeba ‘Łeba’. Należy więc przyjąć, że Długoszowa Lyada odpowiada staropolskiej formie *Łada.

#### Dalsza etymologia
Prasłowiańska forma łady rekonstruowana jest jako *lada. Dalsza etymologia niejasna, na ogół uważa się, że *lada etymologicznie związana jest z prasł. rzeczownikiem i rdzeniem *ladъ (polskie ład, rosyjskie лад). Według Brücknera słowo to wywodzi się od czasownika ładzić ‘zgadzać się’ (prasł. *laditi) → „ładząca z sobą para” → ‘mąż, żona’ lub ‘kochankowie’. Etymologia słowa ład jest również niejasna, sugerowano pokrewieństwo z gockim 𐌻𐌴𐍄𐌰𐌽 (letan, ‘pozwalać’), lub jakiś związek ze słowem łagoda (prasł. *lagoda ‘łagodność’) – według Brücknera i Nikołaja Szanskiego  ład zawiera w sobie zanikły rdzeń ła- ‘nad’ występujący w łagoda rozszerzony o przyrostek -d (por. zad, pod). Ład pierwotnie oznaczać miał ‘szczyt’, w przeciwieństwie do pod ‘dół’. Szanskij wskazuje na słowo сладить, sładitʹ ‘zwyciężać nad kimś’ i sugeruje następujące przesunięcie znaczenia: ‘zwyciężać kogoś’ → ‘zaprowadzać porządek’ → ładzić ‘żyć w zgodzie’ → ład ‘zgoda, porządek’ .

### Dida
Bazując na refrenie Did-Łada, bezkrytyczni i romantyczni dawni badacze, oprócz uznania za boginię Ładę, wymyślili również boginię Dida.
Faminstyn uznał te słowa za zapożyczone z języków bałtyckich i wskazał na litewskie didis „wielki”. Jednak poświadczony fragment słowackich pieśni Didi-Jane, Didi-Jene „o św. Janie” śpiewanych na dzień św. Jana może wskazywać na rodzime pochodzenie tych słów (prasłowiańskie *did- „wielki”). Kontynuacją formy prasłowiańskiej może być polskie *dzidzi, które prawdopodobnie znajduje się w innym teonimie wymienionym przez Długosza: Dzidzileli.

## Lada jako bogini bałtyjska
Wśród romantyków bałtyjskich pojawia się także informacja, że Łada była czczona także przez Bałtów .
Słowo lada, oraz jego różne pochodne, pojawiają się w refrenach sutartinės, wielogłosowych pieśniach litewskich, w różnych kombinacjach, np. Lado tatato / Laduto, laduto / Loduta, loduta / Liadeli, liadeli / Ladutela, laduta i inne. Zenonas Slaviūnas pogrupował te pieśni następująco: pieśni robotnicze, weselne, wojskowe, rodzinne, taneczne oraz pieśni o przyrodzie. Podobnie, lecz bardziej dokładnie, sklasyfikowała je Vanda Misevičienė, przesuwając pieśni o żurawiu do grup pieśni o zbieraniu żyta, a pieśni o choince do grup pieśni rodzinnych .
Według Norbertasa Vėliusa, mimo że pieśni należą do różnych grup, to wszystkie mają wiele wspólnego. Np. w sutartinės o choince obraz o dojrzewaniu młodych ludzi przedstawiany jest poetycko przez choinkę, która przerasta wszystkie drzewa w lesie. W innej pieśni wzywany jest żuraw, aby wleciał do ogrodu, zerwał kwiaty i zrobił wieniec – motyw ten przywodzi na myśl to, że przyszła panna młoda powinna zacząć robić wianek, by dołączyć do grona dorosłych. W innej sutartinės strzelec zabija żurawia, co ma oznaczać dziewczynę zabraną przez chłopca, a w jeszcze innej pieśni prosi się żurawia, by nakarmił „swoje dzieci”. Pieśni Kad mes buvom i Selagij viteli rikavo są już otwarcie pieśniami weselnymi i opowiadają o zalotach. Natomiast pieśń Išjos brolis, która ma charakter wojskowy, śpiewana jest w imieniu siostry, która opowiada o swoich uczuciach. Wreszcie pieśń Laduto, laduto opowiada o złych stosunkach między synową a teściem. Według Vėliusa wszystkie pieśni z tymi refrenami odnoszą się do młodych ludzi, zwłaszcza dziewcząt, które osiągnęły dorosłość. Należy więc uznać, że jeżeli słowo Lado występujące w tych refrenach miało jakikolwiek sens, to należy je wiązać przede wszystkim z młodymi ludźmi .
W poszukiwaniu pochodzenia tych słów Vėlius wskazuje na Kronikę Stryjowskiego, gdzie opisuje on zwyczaj tańczenia i śpiewania Lado, lado ir mano lado na cześć „Liady lub Ladony – matki Kastora i Polluksa”. W innym miejscu swojej Kroniki poświęconej Litwie i Żmudzi pisze o tym, że Litwini czcili boga Dzidzis Lado, ku czci którego śpiewali Lado, lado, lado didis mūsų dieve. Wymienia także Kronikę Kromera oraz Synopsis Kijowski. Zauważa on jednak, że wiarygodność tych źródeł jest niska i przytacza opinie badaczy litewskich, np. Simonasa Stanevičiusa, który uznał, że bóg Lado został wymyślony przez Stryjkowskiego na podstawie pieśni, Simonasa Daukantasa, który uznał boga Dzidzis Lado za zniekształconą formę Titis leido odnoszącego się do Perkunasa, Mikołaja Akielewicza, według którego Lado to zniekształcona forma od laide lub leide, oraz Brücknera, według którego Lado został zapożyczony do pieśni litewskich razem ze świętem Kupały, oraz kilku innych badaczy litewskich, którzy odrzucali autentyczność bóstwa. Przypomina on także, że z nieufnością do słowiańskiego bóstwa Łada/Łado odnoszą się badacze słowiańscy. Wymienia on także kilku badaczy litewskich i słowiańskich, którzy przyjmowali autentyczność bóstwa, lecz zauważa, że wielu z nich to nie mitolodzy, lecz etnografowie którzy nie badali jego autentyczności .
Według Vėliusa argumentem za istnieniem bogini może być bułgarski zwyczaj ładuwane, podczas którego druga dziewczyna, która w rodzinie idzie po wodę, nazywana jest ładą. Argumentem może być też grecki smok Ladon zakładając, że zbieżność podobieństwa imion nie jest przypadkowa, oraz litewskie słowa ladėti, laduti oznaczające „rugać”, „przeklinać”, podobnie jak łotewskie lādēt, a słowa z pola semantycznego „przeklinać”, również często mają znaczenie mitologiczne .
Przeciwko istnieniu bogini Lady wśród Bałtów wypowiada się Bronislava Kerbelytė. Stwierdza ona, że słowiański przyśpiewa łada pojawia się na ogół w pieśniach weselnych, a pojawiające się czasami słowo did odczytuje jako dziad, które czasami pojawia się w nazwach słowiańskich przedmiotów obrzędowych w okolicach przesilenia zimowego, np. dednik (lub badnjak) lub diduch, które związane są z kultem płodności. W języku rosyjskim wesele bywa czasami nazywane rukobitije („krzyżowanie rąk”), z czego może wywodzić się klaskanie podczas śpiewania refrenów lada podczas pieśni dziecinnych. Dalej wskazuje na analogię między wschodniosłowiańskimi pieśniami z refrenem łada a pieśniami podczas Līgo zauważoną przez Eduardsa Voltersa. W języku litewskim līgt oznacza „zatrudniać”, „zawierać pokój”, līgums „zgoda”, lygti, sulygti „konsultować, negocjować, zgadzać się”, co odpowiada słowiańskiemu słowu ład i podaje przykład historii o Cyganie, który zmusił pewnego chłopa do wymiany koni proponując żartobliwie wieśniakowi, że powinni udać się do gospody, podać sobie ręce i krzyknąć liko. Gdy to uczynili, Cygan zabrał chłopu konia wykorzystując fakt, że chłop zapomniał o znaczeniu podania rąk i okrzyku. Symbol skrzyżowanych rąk używany był także podczas litewskich świąt przesilenia letniego, np. para skakała nad ogniem trzymając się za ręce: jeżeli podczas skakania puścili się – nie wezmą ze sobą ślubu .
Jan Łasicki w jednej ze swoich prac wymienia litewskiego boga Tawalas. Badacze porównywali tę nazwę do pieśni spisanej przez Simonasa Daukantasa śpiewanej przez chłopców ciągnących kłodę podczas wigilii, co miało dowodzić istnienia boga Tabalasa:
| Tabalai, tai tai tai, Judink, seni, kaulus, Up up up, Sumušk rankom delnus |

Jednak z analizy pieśni i języka wynika, że tabalai wywodzi się od czasownika tabaluoti „dyndać”. Autentyczność innych bóstw wymienionych przez Łasickiego także jest odrzucana, np. Šluotražis wywodzi się od słowa šluotražis „miotła”, i był to magiczny i symboliczny (związany z leczeniem) przedmiot rytualny, na co wskazywało już wielu badaczy. Według Kerbelytė nie ma więc podstaw do uznania Tabalasa czy Lady za bóstwa litewskie – słowa te były tylko magicznymi słowami lub przedmiotami wykorzystywanymi w rytuałach i ceremoniach . Refren lado za słownictwo obrzędowe uważa także litewski etnolog Rimantas Balsys, który za nieporozumienie w kontekście bałtyjskim obwinia bezkrytyczne korzystanie ze XVI-wiecznych źródeł oraz działalność romantyków, którzy uznali obrzęd ledų dienos („dzień lodu”) jako dowód na istnienie bogini zimy Lady. W przypadku historyczności bóstwa słowiańskiego zajmuje on neutralne stanowisko .